# 愛許蘭大學
愛許蘭大學（英語：Ashland University，或译愛西蘭大學、阿什兰大学），是愛許蘭市唯一的一所大學。主校區位於美國俄亥俄州愛許蘭市，擁有50幾棟現代化的建築物。該校提供超過70種大學主修和證照課程，大學學位，碩士學位和博士學位。愛許蘭大學提供三年制大學學位，凡是在三年內修滿120個學分的學生就可以取得愛許蘭大學的大學學位。愛許蘭大學的校訓“著重個人”（Accent on the Individual）強調在愛許蘭大學的每一位學生，在學術本質學能的成長方面都能確實得到個人必要的協助與指導。

## 校长
- Jon Parrish Peede

## 歷史

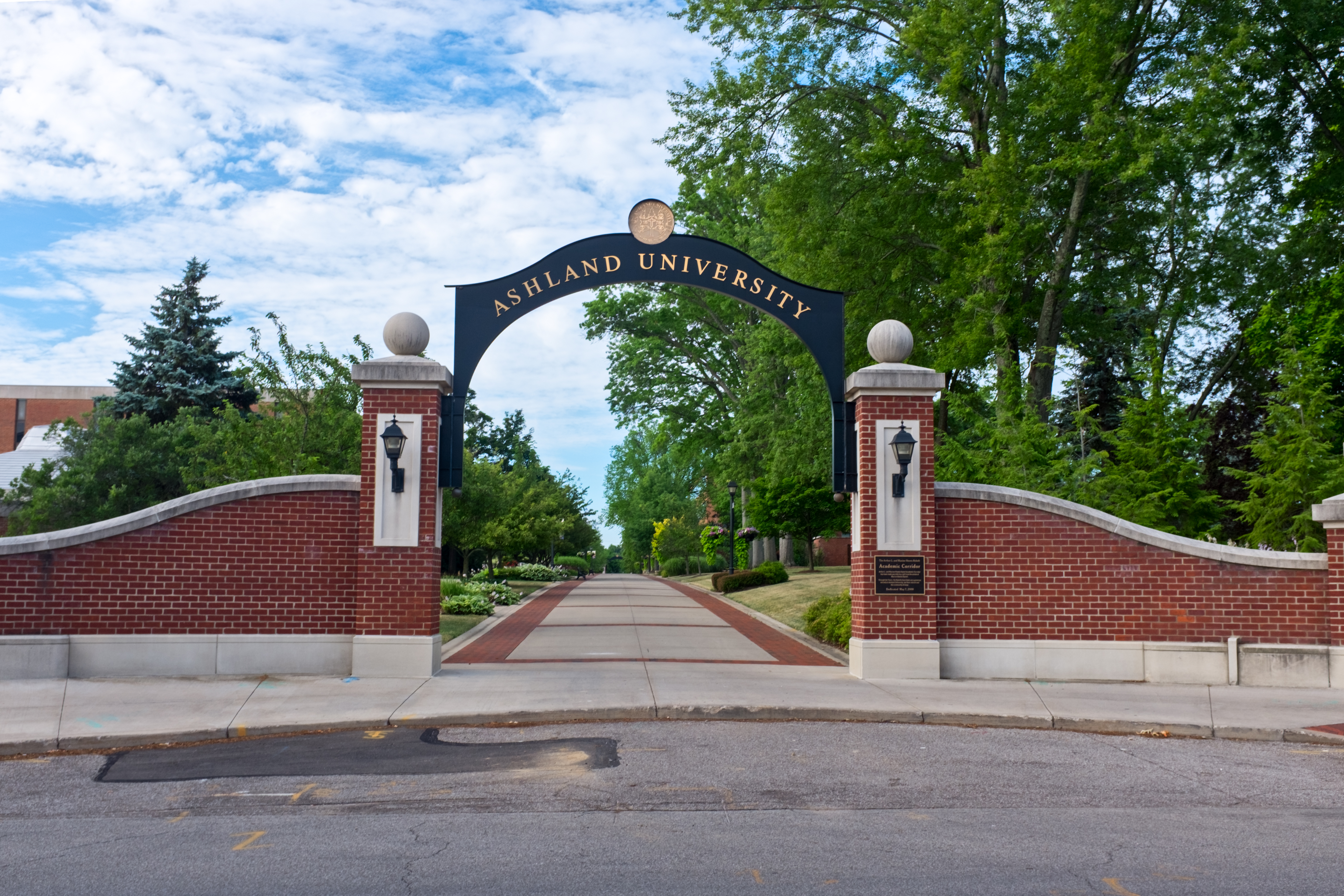
愛許蘭大學的大門

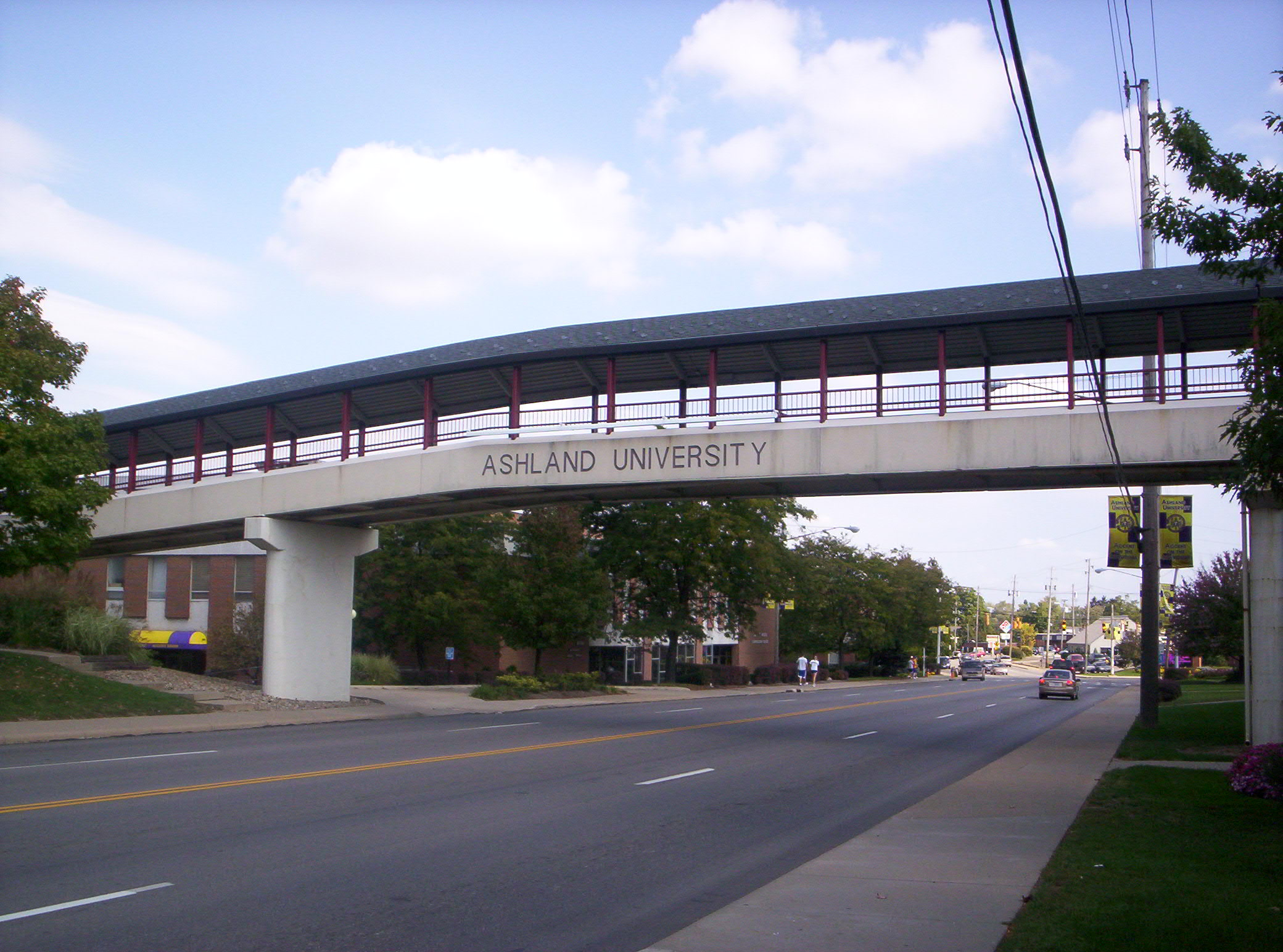
愛許蘭大學學生中心和學校餐廳之間的天橋

1877年的6月28日，因為the German Baptist Brethren教會提案在愛許蘭市建立一個高等教育機構，於是市民們聚集在愛許蘭市這個小鎮開會討論。討論的結果是假如愛許蘭市的居民們的募集資金活動能到一萬元美金，就蓋高等教育機構。1878年2月17日，教會與社區證明該活動的募集資金達到。同年2月20日，以愛許蘭學院為校名的高等教育機構被宣佈成立。同年4月，校方購買了28英畝的土地蓋了兩間學堂。同年9月17日，愛許蘭學院開始上課，當時有60位學生與8位教職員。1989年，校方宣佈將愛許蘭學院更名為愛許蘭大學。1906年愛許蘭神學院成立。1966年學校的教育廣播電臺WRDL （页面存档备份，存于）88.9FM成立。2004年商業與經濟學院落成。2006年科學中心、新的教育學院、學生運動中心落成。2010年橄欖球場落成。2012年新的護理學院落成。。2022年新蓋的尼斯室內運動中心啓用。2023年在圖書館一樓開設呂刻昂咖啡。

## 排名
- 留學花費最便宜排名第8名。[10]
- 根據Public Health Online的Best of 2015: Top Nutrition Degree Programs，Ashland University在全美排名第41名。[11]
- 根據2024年的美國新聞與世界報導，Ashland University在美國中西部大學排名第39名[12]。
- 根據2011年的美國普林斯頓評論的排名，Ashland University為美國中西部最棒的大學之一[13]。
- 根據北京理工大學珠海學院的官方網站，Ashland University連續五年被授予全美國高校膳食服務質量最佳[14]
- 根據鄭州升遷經貿管理學院國際交流處的官方網站，Ashland University的學生們在2017年美國全國大學生學術水平測試中名列前15%[15]

## 校园
該校主校區位於美國俄亥俄州愛許蘭市的住宅區內，主校區的校園面積是135英畝，根據該校官方的招生宣傳影片，該校為俄亥俄州校區第三大的私立大學。
根據2009年的美國新聞與世界報導，愛許蘭市為低犯罪率的城市，從校園走路到愛許蘭市中心只要15分鐘；距離俄亥俄州首都哥倫布 (俄亥俄州)約一小時半的車程；距離克里夫蘭約一小時半的車程；距離辛辛那堤約兩小時半的車程。

## 组织

### 阿什蘭 (俄亥俄州)校本部

#### 線上成人教育學院[18]
- 對使用其他語言的人進行英語教學碩士學位（TESOL）

#### 愛許蘭神學院
- 神學碩士學位
- 神學博士學位

#### 藝術科學學院
- 精算學學士學位
- 應用傳播學學士學位
- 藝術教育學士學位
- 生物學學士學位
- 電腦科學學士學位
- 創意寫作學士學位
- 刑事司法學士學位
- 網絡安全學士學位
- 資料新聞學學士學位
- 數位媒體學士學位
- 英文學士學位
- 環境科學學士學位
- 美術學士學位
- 法文學士學位
- 地質學學士學位
- 平面設計學士學位
- 歷史學士學位
- 科際整合學士學位
- 數學學士學位
- 音樂教育學士學位
- 哲學學士學位
- 物理學學士學位
- 政治經濟學學士學位
- 政治學學士學位
- 心理學學士學位
- 宗教學士學位
- 社會工作學士學位
- 西班牙語學士學位
- 毒理學學士學位

#### 商業經濟學院

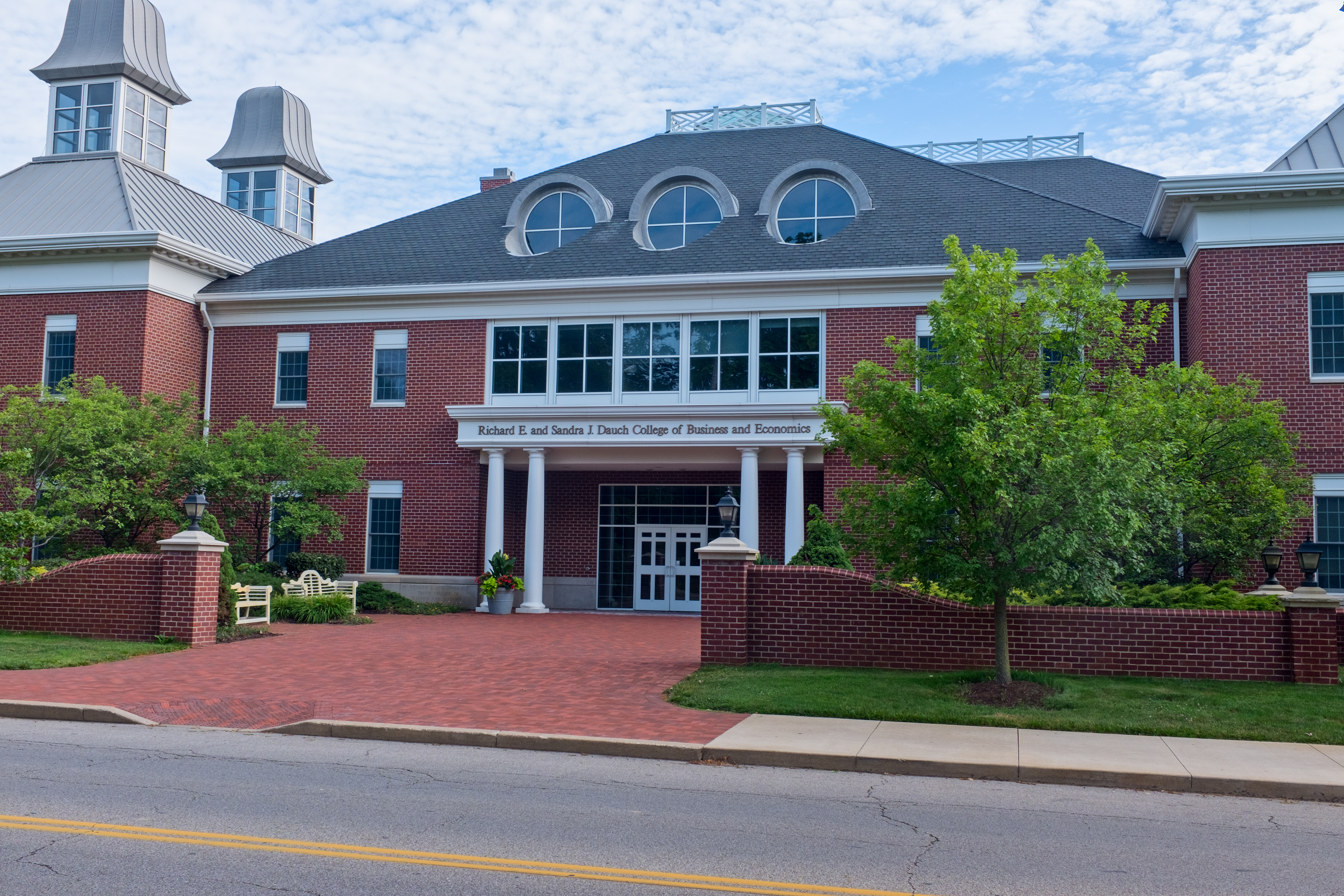

- 企業管理碩士學位

#### 教育學院
- 教育碩士學位[19]
- 教育博士學位

#### 語言學校
該校主校區附設的語言學校(Access)提供語言課程，讓想去該校就讀大學部或研究所但托福成績未達標準的學生以條件式入學的方式先進語言學校就讀。該校語言學校一共分一到四級，一級為一個半月，每期結訓後都會有托福考試，考過的學生可以進入該校讀大學部或研究所。該校的語言學校是AAIEP （页面存档备份，存于）和UCIEP （页面存档备份，存于）的成員之一。

### 曼斯菲爾德 (俄亥俄州)分校[21]

#### 護理學院
該校護理學院有大學部與研究所，大學部護理系提供護理學士（Nursing, Traditional BSN）、註冊護士（RN）等學士學位就讀。該學院另有專業護理證書課程。

## 師生
該校一共有200名教師與職員，百分之八十的教職員擁有博士學位。該校一共有6662名學生，百分之八十的學生來自俄亥俄州。學生與職員的比例是15:1。

## 文化
愛許蘭大學是愛許蘭市唯一的一所私立大學，也是愛許蘭市擁擁最多員工的單位之一，全職教職員工有700名，兼職員工有300名，而將近百分之七十五的教職員工住在愛許蘭市；還有每年將近有6500名就讀愛許蘭大學的學生在此地生活與消費，其中百分之七十五的學生住在校園內的宿舍，顯示出愛許蘭大學與愛許蘭市不可分割的文化淵源。

## 學術交流
- 詳見該校官網2024 Articulation Agreements
- 詳見協議的大學
- 詳見合作的社區大學

## 雜誌
愛許蘭大學每一年都會出一本名稱為Accent的雜誌，這一本雜誌的命名是根據該大學的校訓"Accent on the Individual"而命名，該雜誌的內容紀錄該大學一整年的重要發展紀事。

## 校刊
愛許蘭大學的紙本發行校刊，名為The Collegian。

## 報導
- 遠見雜誌網路新聞採訪靜宜大學校長唐傳義，在內文提到他用ISEP（International Student Exchange Program）的方式讓靜宜大學的一位來自弱勢家庭的學生進入愛許蘭大學就讀[26]。
- 美國第一所為電玩要塞英雄設立獎學金的大學[27][28]。
- 國立勤益科技大學報導該校林水順副教授榮任亞太年會國際諮詢委員，亞太年會代表郭天明教授表示會促成美國愛許蘭大學與勤益大學合作與交換學生名額[29]。
- 亞洲經濟通訊社報導由國際專業管理亞太年會舉辦「2008年創意城市與地方消費整合行銷研討會」在東海大學舉行，台中市長胡志強及前總統府秘書長林佳龍均應邀致詞時，研討會中並邀請美國愛西蘭大學校長Dr. Frederick J. Finks 以「城市行銷中的大學城」專題演講[30]。
- 蘋果日報報導美國奧勒岡州的Concordia大學、俄亥俄州的愛許蘭大學、佛羅里達州的 Ave Maria大學、北卡羅來納州的Belmont Abbey學院和阿拉斯加的 Alaska Pacific大學等私立學校調降學費來中華民國搶學生[31]。

## 校友

### 政治界
- 游輝宂，中華民國新北市第2、3屆議員。

### 商業界
- 具本茂（韓語：구본무，1945年2月10日－），韓國企業家，LG集團現任會長，具滋暻之子。

### 體育界
- 凱蒂·奈格奧特，日本2020年夏季奧林匹克運動會，代表2020年夏季奧林匹克運動會美國代表團出戰女子撐竿跳高比賽，獲得金牌[32]
- 特雷弗·巴西特-美国男子田径运动员，2022年世界室内田径锦标赛男子400米银牌得主、2022年世界田径锦标赛男子4×400米接力金牌得主和男子400米栏铜牌得主。

### 演藝界
- 丹妮兒·戴德維勒，美國製片人、女演員、作家。
- 熊汝霖，中華人民共和國歌手。

### 新聞界
- 羅賓·米德，CNN主播，1992年俄亥俄州小姐。

### 宗教界
- 麦达琳·默里·欧黑尔，美國無神論者的創辦人。

### 學術界
- 陳谷鋆，中華人民共和國學者。
- 蔣海瓊，中華民國學者。
- 黃譯瑩，中華民國學者。
- 林玉珠，中華民國學者。
- 郭天明，新加坡學者。
- 黃國書 （页面存档备份，存于），副教授。
- 黃斐馨 （页面存档备份，存于），助理教授、諮商輔導暨職涯發展中心主任
- 拾曉珮 （页面存档备份，存于），助理教授。
- 陳群育，助理教授。
- 王麗薏 （页面存档备份，存于），大學講師。
- 許雪芬 （页面存档备份，存于），大學講師。
- 許仙岱 （页面存档备份，存于），大學講師。
- 柯美玲 （页面存档备份，存于），大學講師。
- 蔣祖英 （页面存档备份，存于），大學講師。
- 楊恩華，大學講師。
- 黃性禮 （页面存档备份，存于），大學講師。

### 繪本界
- 黃麟傑，兒童繪本作家。

## 外部連結
- 愛許蘭大學官方網站 （页面存档备份，存于）

## 資料來源
1. ↑  愛許蘭大學官方網站簡介中提供的數據
2. ↑  .   [2021-05-05]. （原始内容存档于2021-05-10）.
3. 1 2 3  愛許蘭大學畢業生官方網站 的存檔，存档日期2012-04-04.
4. ↑  愛許蘭大學三年制學位 的存檔，存档日期2014-09-01.
5. ↑  .   [2014-06-13]. （原始内容存档于2014-07-01）.
6. ↑  愛許蘭大學官方網站-校史
7. ↑  .   [2014-06-13]. （原始内容存档于2014-05-19）.
8. ↑  Three lead donors make new Niss Athletic Center a reality for Ashland University
9. ↑  .   [2024-10-08]. （原始内容存档于2025-02-17）.
10. ↑  .   [2015-02-18]. （原始内容存档于2015-02-13）.
11. ↑  .   [2015-05-02]. （原始内容存档于2015-05-03）.
12. ↑  .   [2021-06-04]. （原始内容存档于2021-05-25）.
13. ↑  .   [2010-01-09]. （原始内容存档于2011-05-17）.
14. ↑  .   [2019-12-15]. （原始内容存档于2019-12-15）.
15. ↑  .   [2019-12-16]. （原始内容存档于2019-12-16）.
16. ↑  .   [2009-09-16]. （原始内容存档于2020-05-01）.
17. ↑  .   [2024-11-30]. （原始内容存档于2025-04-04）.
18. ↑  .   [2021-05-12]. （原始内容存档于2021-06-01）.
19. ↑  .   [2024-11-15]. （原始内容存档于2024-09-11）.
20. ↑  愛許蘭大學的語言學校官網 的存檔，存档日期2010-06-01.
21. ↑  .   [2014-12-14]. （原始内容存档于2015-03-18）.
22. ↑  .   [2021-07-11]. （原始内容存档于2021-04-16）.
23. ↑  .   [2024-11-15]. （原始内容存档于2025-01-18）.
24. ↑  issuu官方網站 accent-magazine
25. ↑  愛許蘭大學官方網站 Collegian
26. ↑  .   [2024-10-15]. （原始内容存档于2025-01-24）.
27. ↑  .   [2019-04-05]. （原始内容存档于2018-06-25）.
28. ↑  .   [2019-04-05]. （原始内容存档于2019-02-02）.
29. ↑   (PDF).   [2014-06-14]. （原始内容 (PDF)存档于2016-03-04）.
30. ↑  .   [2014-03-15]. （原始内容存档于2014-03-15）.
31. ↑  . The Washington Post. 5 August 2021  [2021-08-05]. （原始内容存档于2021-08-05）.

40°51′42″N 82°19′23″W / 40.86167°N 82.32306°W